# Kathavatthu

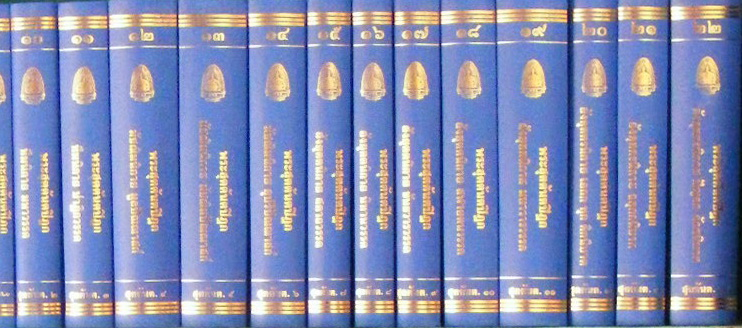
Classement de Kathavatthu

Le Kathavatthu (pali) est un livre du bouddhisme faisant partie des textes canoniques palis. Son titre est traduit par Points controversés. Il est le cinquième des sept livres de l'Abhidhamma, c'est-à-dire de la doctrine de l'école Theravada. Il est supposé avoir été écrit sous le règne de l'empereur Ashoka ; il traite comme son nom l'indique des points de doctrine controversés.